# 交通部公路局臺北區監理所
交通部公路局臺北區監理所為中華民國交通部公路局所屬機關。

## 沿革
1946年「臺灣省公路管理局施政計畫」實施，8月1日台灣省公路局成立，10月公路局於臺北、臺中、高雄設三個段監理辦公處，臺北段監理辦公處轄下設基隆、羅東、桃園、新竹監理站。
1949年11月1日，公路局撤銷所有監理段及監理站。
1952年2月1日，「臺灣省交通處公路局臺北區監理所」成立，地址在臺北市中正西路123號(今臺北市中正區公園路、青島西路口，衛生福利部中央健康保險署臺北業務組聯合服務中心現址)，並設「基隆監理站」、「羅東監理站」及「花蓮監理站」。
1954年，臺北區監理所遷移至臺北市松山區八德路四段21號。
1963年，花蓮監理站因整修暫遷移至花蓮縣花蓮市民國路89號。1965年，花蓮監理站遷回花蓮市中山路52號原址。
1966年，臺北區監理所改名為「第一區監理所」。
1967年7月1日，「板橋監理站」於臺北縣板橋市埔墘東安里中山路成立。
1968年7月1日，臺北區監理所遷到台北縣板橋市埔墘東安里中山路(板橋監理站隔壁)。臺北區監理所原址移交臺北市政府接管，設立臺北市監理所。
1969年，板橋監理站遷至臺北縣中和鄉圓通路52巷1號，第一區監理所改名回「臺北區監理所」。
1970年，臺北區監理所遷移至臺北縣中和鄉圓通路，與板橋監理站共用辦公場所。
1971年，臺北區監理所遷移至臺北縣中和鄉中山路三段213號，配合中山路拓寬，整棟辦公大樓以機械遷移。
1974年，羅東監理站更名為「宜蘭監理站」；花蓮監理站遷移至現址花蓮縣吉安鄉中正路二段152號。
1975年，臺北區監理所於花蓮縣增設「太魯閣路邊汽車檢驗站」，辦理車輛免費檢驗及駕駛人疲勞測驗。
1976年，宜蘭監理站自宜蘭縣羅東鎮公正路230號遷至宜蘭縣五結鄉中正路二段9號。
1981年，板橋監理站遷至臺北縣板橋市中山路三段213號；5月12日，基隆監理站從基隆市仁愛區南榮路107號遷至現址基隆市七堵區實踐路296號。6月1日，臺北區監理所成立「花蓮監理站玉里分站」，為公路局第一個監理分站，地址為花蓮縣玉里鎮民生街46號；7月1日，臺北區監理所遷移至臺北縣樹林鎮光武街57號(後中正路開通，門牌整編為中正路248巷7號)現址。
1983年，板橋監理站遷至台北縣中和市中山路三段116號現址。
1986年10月31日，花蓮監理站玉里分站遷至花蓮縣玉里鎮中華路427號現址，原址現為玉里鎮市區聯合集會所。
1987年10月16日，板橋監理站於臺灣汽車客運公司車輛保養檢修班原址成立「蘆洲機車考驗場」。
1992年，臺北區監理所撤銷太魯閣路邊汽車檢驗站。
1999年7月1日，公路局因精省改隸直屬交通部，臺北區監理所更名為「交通部公路局臺北區監理所」
2002年1月30日，《交通部公路總局組織條例》施行，臺北區監理所更名為「交通部公路總局臺北區監理所」。
2003年3月31日，蘆洲機車考驗場升格為「蘆洲監理站」。
2004年3月1日，板橋監理站首創機車考驗電腦線上筆試，簡化筆試、路試一貫作業流程。。7月，玉里分站車輛檢驗室落成啟用並受理汽車檢驗業務。
2018年1月15日，《交通部公路總局組織條例》修正名稱為《交通部公路總局組織法》，基隆監理站改隸臺北市區監理所；原交通部公路總局基宜區車輛行車事故鑑定會、花東區車輛行車事故鑑定會移入臺北區監理所管轄。
2023年9月15日，因應《交通部公路局組織法》公布，交通部公路總局變更為「交通部公路局」，臺北區監理所變更為「交通部公路局臺北區監理所」，所屬機關之名稱亦有變動。

## 組織編制
- 所長
  - 副所長(2位)
    - 車輛管理科
    - 駕駛人管理科
    - 運輸管理科
    - 企劃及裁罰科
    - 交通安全科
    - 監理資訊科
    - 秘書室
    - 人事室
    - 主計室
    - 政風室
    - 基宜區車輛行車事故鑑定會
    - 花東區行車事故鑑定會

### 下轄監理站
- 板橋監理站
- 蘆洲監理站
- 宜蘭監理站
- 花蓮監理站
  - 玉里監理分站

## 歷任首長
| 姓名   | 就任時間 |
| ------ | -------- |
| 黃國彥 | 41年02月 |
| 劭文斌 | 43年05月 |
| 吳笠田 | 44年09月 |
| 胡大章 | 51年05月 |
| 張遐昌 | 54年05月 |
| 王炳文 | 57年07月 |
| 屠壬曾 | 59年02月 |
| 楊雪嶠 | 60年12月 |
| 胡時淸 | 64年07月 |
| 原紹曾 | 68年03月 |
| 俞振遠 | 75年01月 |
| 陳俊雄 | 79年02月 |
| 謝如男 | 80年05月 |
| 葉啓祝 | 87年03月 |
| 陳增義 | 90年02月 |
| 謝如男 | 91年08月 |
| 謝界田 | 92年10月 |
| 王珍勝 | 94年07月 |
| 施金樑 | 95年09月 |
| 張朝陽 | 98年01月 |
|        |          |
| 黃鈴婷 |          |

## 附註
1. 1 2  . 新竹縣: 交通部公路總局新竹區監理所. 2022年07月: 第3、4頁  [2024-03-15]. ISBN 978-986-531-418-7. （原始内容存档于2024-03-15）.
2. 1 2 3 4 5 6 7  根深葉茂 第22頁
3. 1 2  根深葉茂 第34頁
4. 1 2 3 4  根深葉茂 第26頁
5. ↑  根深葉茂 第50頁
6. 1 2  根深葉茂 第32頁
7. 1 2  根深葉茂 第23頁
8. ↑  根深葉茂 第30頁
9. 1 2 3  根深葉茂 第36頁
10. 1 2  根深葉茂 第28頁
11. ↑  根深葉茂 第18頁
12. ↑  . 臺北市區監理所. 2023-01-03. （原始内容存档于2023-02-04）.
13. ↑  根深葉茂 第59頁
14. 1 2  . 臺北區監理所. 2023-09-14  [2024-03-15]. （原始内容存档于2023-12-10）.
15. ↑  . 2022-11-28  [2024-03-15]. （原始内容存档于2023-09-27）.
16. ↑  根深葉茂 第25頁